# Sabrina Speich
Pour les articles homonymes, voir Speich.
 (mai 2022).
La mise en forme du texte ne suit pas les recommandations de Wikipédia : il faut le « wikifier ».
Les points d'amélioration suivants sont les cas les plus fréquents. Le détail des points à revoir est peut-être précisé sur la page de discussion.
- Les titres sont pré-formatés par le logiciel. Ils ne sont ni en capitales, ni en gras.
- Le texte ne doit pas être écrit en capitales (les noms de famille non plus), ni en gras, ni en italique, ni en « petit »…
- Le gras n'est utilisé que pour surligner le titre de l'article dans l'introduction, une seule fois.
- L'italique est rarement utilisé : mots en langue étrangère, titres d'œuvres, noms de bateaux, etc.
- Les citations ne sont pas en italique mais en corps de texte normal. Elles sont entourées par des guillemets français : « et ».
- Les listes à puces sont à éviter, des paragraphes rédigés étant largement préférés. Les tableaux sont à réserver à la présentation de données structurées (résultats, etc.).
- Les appels de note de bas de page (petits chiffres en exposant, introduits par l'outil «  Source ») sont à placer entre la fin de phrase et le point final[comme ça].
- Les liens internes (vers d'autres articles de Wikipédia) sont à choisir avec parcimonie. Créez des liens vers des articles approfondissant le sujet. Les termes génériques sans rapport avec le sujet sont à éviter, ainsi que les répétitions de liens vers un même terme.
- Les liens externes sont à placer uniquement dans une section « Liens externes », à la fin de l'article. Ces liens sont à choisir avec parcimonie suivant les règles définies. Si un lien sert de source à l'article, son insertion dans le texte est à faire par les notes de bas de page.
- La présentation des références doit suivre les conventions bibliographiques. Il est recommandé d'utiliser les modèles {{Ouvrage}}, {{Chapitre}}, {{Article}}, {{Lien web}} et/ou {{Bibliographie}}. Le mode d'édition visuel peut mettre en forme automatiquement les références.
- Insérer une infobox (cadre d'informations à droite) n'est pas obligatoire pour parachever la mise en page.

Pour une aide détaillée, merci de consulter Aide:Wikification.
Si vous pensez que ces points ont été résolus, vous pouvez retirer ce bandeau et améliorer la mise en forme d'un autre article.
Sabrina Speich, née à Milan, est une océanographe et climatologue germano-italienne. Elle est professeur à l'École normale supérieure de Paris.

## Biographie
Sabrina Speich étudie la physique à l'Université de Trieste, au CERN et à l'Université Pierre-et-Marie-Curie. Elle a obtenu son doctorat en océanographie physique en 1992.

## Travaux
Les recherches de Sabrina Speich portent sur la dynamique des océans et leur rôle dans le changement climatique. Elle se fait un nom dans le domaine de la modélisation océanique.
En 2018, Sabrina Speich est l'une des 200 signataires d'un appel dans le journal Le Monde, dans lequel il est mis en garde contre des conséquences drastiques telles que l'extinction de l'espèce humaine, à moins de changer rapidement de mentalité en ce qui concerne le changement climatique, l'extinction des espèces et les limites planétaires.
Sabrina Speich reçoit la médaille Albert Defant de la Société météorologique allemande en 2019,.

## Publications (sélection)
- S. Speich, H. Dijkstra et M. Ghil : Successive bifurcations in a shallow-water model applied to the wind-driven ocean circulation. Dans : Nonlinear Processes in Geophysics. Tome 2, 1995, p. 241-268.
- S. Speich, B. Blanke, P. De Vries, S. Drijfhout, K. Döös, A. Ganachaud et R. Marsh : Tasman leakage: A new route in the global ocean conveyor belt. Dans : Geophysical Research Letters. Tome 29, n° 10, 2002, 55-1.
- S. Sunagawa et al. : Structure and function of the global ocean microbiome. Dans : Science . Tome 348, n° 6237, 2015, 1261359.